# ویلانووا بیلزه
ویلانووا بیلزه (به ایتالیایی: Villanova Biellese) یک کومونه در ایتالیا است که در استان بیه‌لا واقع شده‌است. ویلانووا بیلزه ۷٫۷ کیلومتر مربع مساحت و ۱۸۵ نفر جمعیت دارد.